# Real Alto
Real Alto é um sítio arqueológico equatoriano de cultura valdivia localizado na província de Santa Elena, no litoral desse país.

## Publicações sobre o local
- Pearsall, Deborah M. 2002 "Maize is Still Ancient in Prehistoric Ecuador: The View from Real Alto, with Comments on Staller and Thompson." Journal of Archaeological Science 29:51-55.